# Верховный суд Бенина
Верхо́вный су́д Бени́на (фр. Cour Suprême du Benin) — высший судебный орган в Республике Бенин.
Он является высшей судебной инстанцией для судов общей юрисдикции (по гражданским и уголовным делам), рассматривает административные споры и дела, связанные с расходованием государственного бюджета, то есть выполняет функции органа финансового контроля. Также он уполномочен осуществлять контроль за местными выборами.
Главной задачей суда является обеспечение соблюдения законодательства, укрепление верховенства закона и демократии. Его решения  не подлежат дальнейшему обжалованию и носят обязательный характер для органов исполнительной и законодательной власти, а также других органов.
Верховный суд может по просьбе президента подготовить законопроект в сфере своей деятельности и внести его на рассмотрение в Национальное собрание.
Председатель суда назначается Президентом Республики сроком на пять лет после согласования с Председателем Национального Собрания. Кандидатура отбирается среди судей и юристов высокого уровня, имеющих, по крайней мере, пятнадцать лет профессионального деятельности.